# Tenuicollis
Tenuicollis is een geslacht van kevers van de familie snoerhalskevers (Anthicidae).

## Soorten
- T. barnevillei Pic, 1892
- T. escalerai Pic, 1904
- T. finalis (Telnov, 2003)
- T. merkli Pic, 1897
- T. ocreatus LaFerté-Senéctère, 1847
- T. olivaceus LaFerté-Senéctère, 1849
- T. ottomanus LaFerté-Senéctère, 1849
- T. pallicrus Dufour, 1849
- T. platiai (Degiovanni, 2000)
- T. pumilus Baudi, 1877
- T. subaereus Reitter, 1890
- T. subsericeus Pic, 1898
- T. tarifanus Pic, 1904
- T. tibialis Waltl, 1835
- T. velox LaFerté-Senéctère, 1849